# Thomas Bruns (Schriftsteller)
Thomas Bruns (* 16. November 1976 in Greven, Westfalen) ist ein deutscher Lyriker.

## Leben und Werk
Thomas Bruns wurde 1976 im westfälischen Greven geboren. Nach seinem Abitur am Gymnasium Augustinianum Greven und dem folgenden Wehrdienst begann er 1997 ein Studium der Volkswirtschaftslehre an der Westfälischen Wilhelms-Universität in Münster, wechselte jedoch nach vier Semestern zu den Studiengängen Politik, Philosophie und Komparatistik an selbiger Universität. Dem Studium folgten nach dem Millenniumwechsel verschiedene längere Aufenthalte und Reisen nach Indien.
Seit Beginn der 2000er Jahre ist Thomas Bruns als Autor mit Publikationen in verschiedenen Lyrik-Anthologien vertreten, unter anderem 2002 im Martin Werhand Verlag im dritten Band der Anthologie Reihe Junge Lyrik. Im Jahr 2003 war er anlässlich des Welttages des Buches neben sechs anderen Lyrikern, darunter Florian Cieslik, Patric Hemgesberg und Martin Werhand, am 23. April auch bei einer Autoren-Lesung der Thalia Holding zur Junge Lyrik-Reihe in Münster geladen. Darüber hinaus war Bruns 2006 mit Gedichten in der Lyrik-Anthologie Die Jahreszeiten der Liebe präsent. Im November 2015 erschien sein erster eigener Gedichtband Sternenstaub in der Reihe 50 Gedichte im Martin Werhand Verlag. Seine zweite Lyrikpublikation folgte im September 2016 unter dem Titel Morgenröte in der Reihe 100 Gedichte im selben Verlag. Im Dezember 2019 veröffentlichte der MWV einen dritten Band von Bruns unter dem Titel Zauberbuch in der Reihe 150 Gedichte.
Thomas Bruns lebt und arbeitet heute als freier Autor in Münster.

## Einzelbände
- Sternenstaub. 50 Gedichte. Martin Werhand Verlag, Melsbach 2015, ISBN 978-3-943910-21-6.
- Morgenröte. 100 Gedichte. Martin Werhand Verlag, Melsbach 2016, ISBN 978-3-943910-04-9.
- Zauberbuch. 150 Gedichte. Martin Werhand Verlag, Melsbach 2019, ISBN 978-3-943910-46-9.

## Anthologien
- Junge Lyrik III – 50 Dichterinnen und Dichter. Lyrik-Anthologie, Martin Werhand Verlag, Melsbach 2002, ISBN 3-9806390-3-7. Auch zweite, überarbeitete Auflage.
- Die Jahreszeiten der Liebe. Lyrik-Anthologie, Martin Werhand Verlag, Melsbach 2006, ISBN 3-9806390-4-5.